# Graniczniak (Tatry)

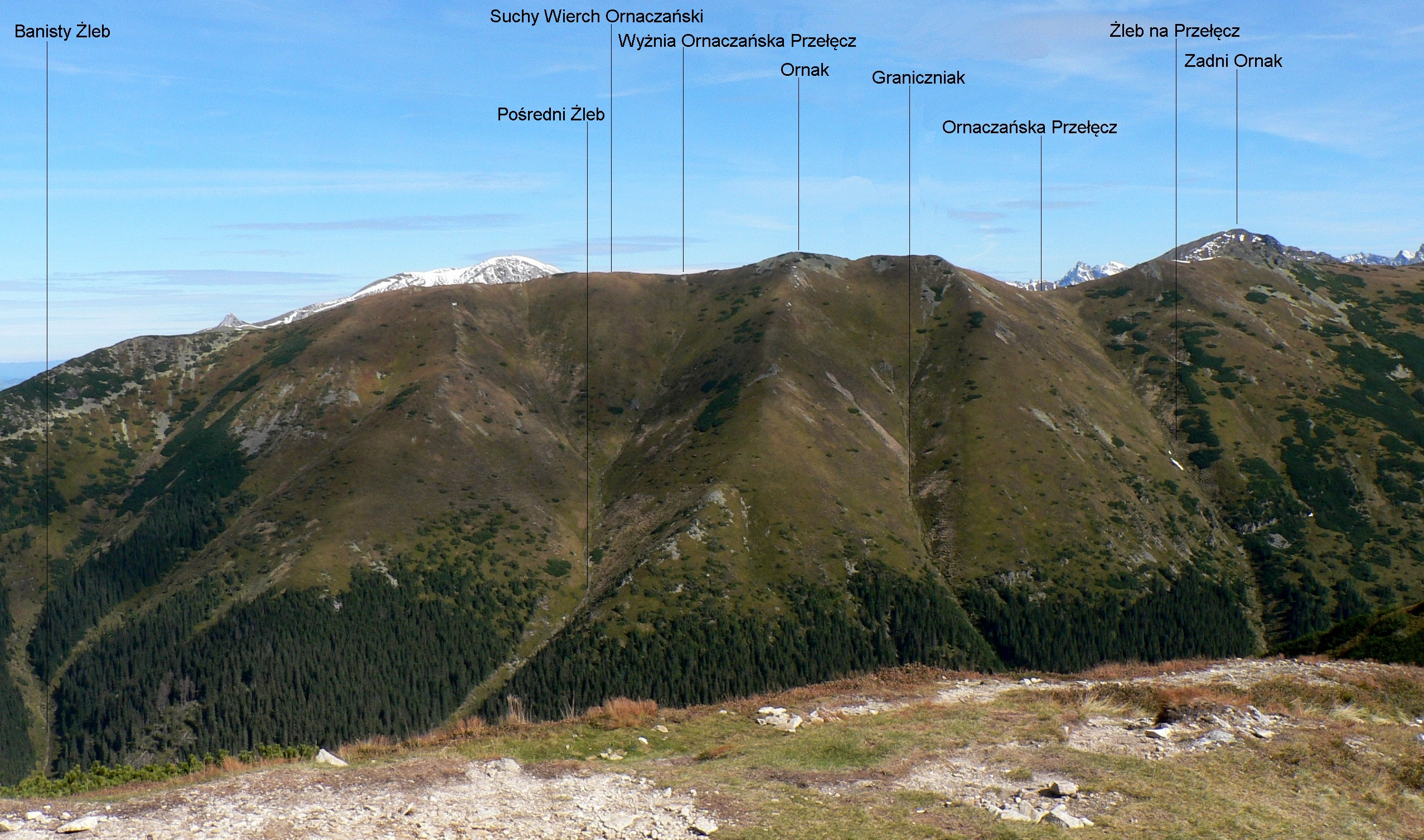
Widok z Trzydniowiańskiego Wierchu

Graniczniak – żleb na zachodnich stokach masywu Ornaku w Tatrach Zachodnich. Wcina się w zachodnie stoki szczytu Ornak i opada do środkowej części Doliny Starorobociańskiej. Ma jedno tylko koryto rozcinające zachodnie stoki Ornaku na dwie grzędy. Na wysokości około 1350 m żleb przecina czarny szlak turystyczny.
Zimą żlebem tym schodzą lawiny. Jest w górnej części trawiasty, co sprzyja ich powstawaniu, dołem na niewielkiej tylko przestrzeni okolice żlebu porośnięte są lasem, koryto żlebu jednak jest bezleśne. Dawniej okolice żlebu były terenem wypasowym Hali Stara Robota. Na mapach zachowały się jeszcze pasterskie nazwy upłazów i zboczy w okolicach żlebu: Mały Rohacz, Usypy, Skrajna Wolarnia.